# Federico Fabiani
Federico Fabiani (Alessandria, 28 novembre 1835 – Genova, 20 gennaio 1914) è stato uno scultore italiano.

## Vita e opere
Frequentò l'accademia ligustica di belle arti di Genova e già a vent'anni espose i suoi primi lavori in una mostra collettiva. Nel 1865, dopo dieci anni di servizio militare, vinse il concorso per il monumento funerario al musicista Carlo Andrea Gambini, da erigersi nel cimitero genovese di Staglieno.
Sempre a Staglieno, realizzò tre tombe monumentali (Castello,  Rocco Piaggio e Parpaglioni) che incontrarono un vastissimo successo in Italia e fuori d'Italia, tanto che lo stesso Fabiani, cui ormai giungevano commissioni da molte parti dell'Europa e dell'America del Sud, li ripropose in molti cimiteri. Pur in forme diverse, questi tre monumenti rappresentano una figura femminile (l'anima) condotta in cielo da un angelo.
Sue opere si trovano in vari cimiteri italiani (Napoli, Sampierdarena, Varazze, Nuoro,Picerno (PZ)) ed esteri (Inghilterra, Norvegia, Perù, Venezuela, Argentina).
Morì a Genova all'età di 79 anni.

## Galleria d'immagini

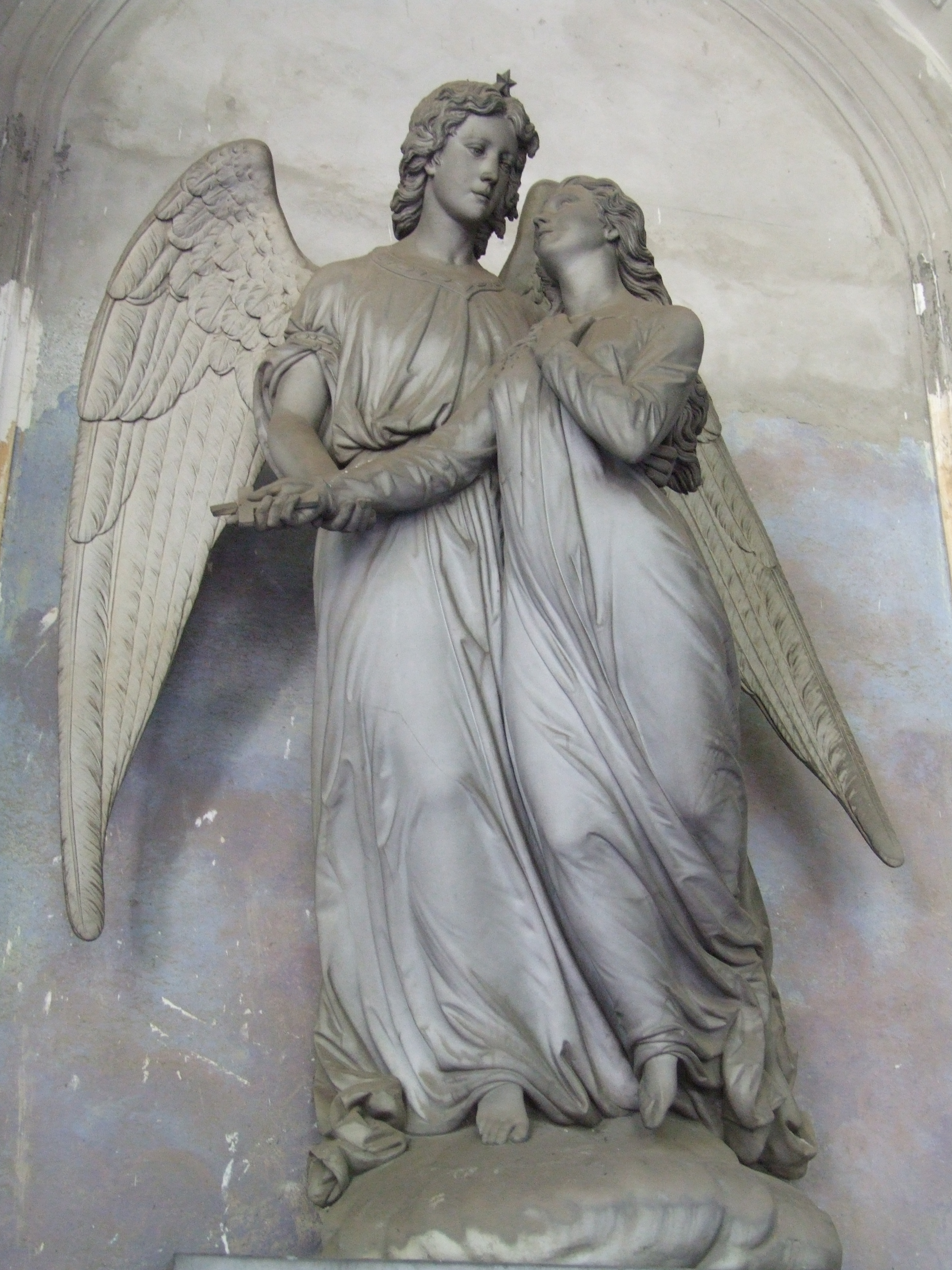
Monumento funebre Castello (1872)
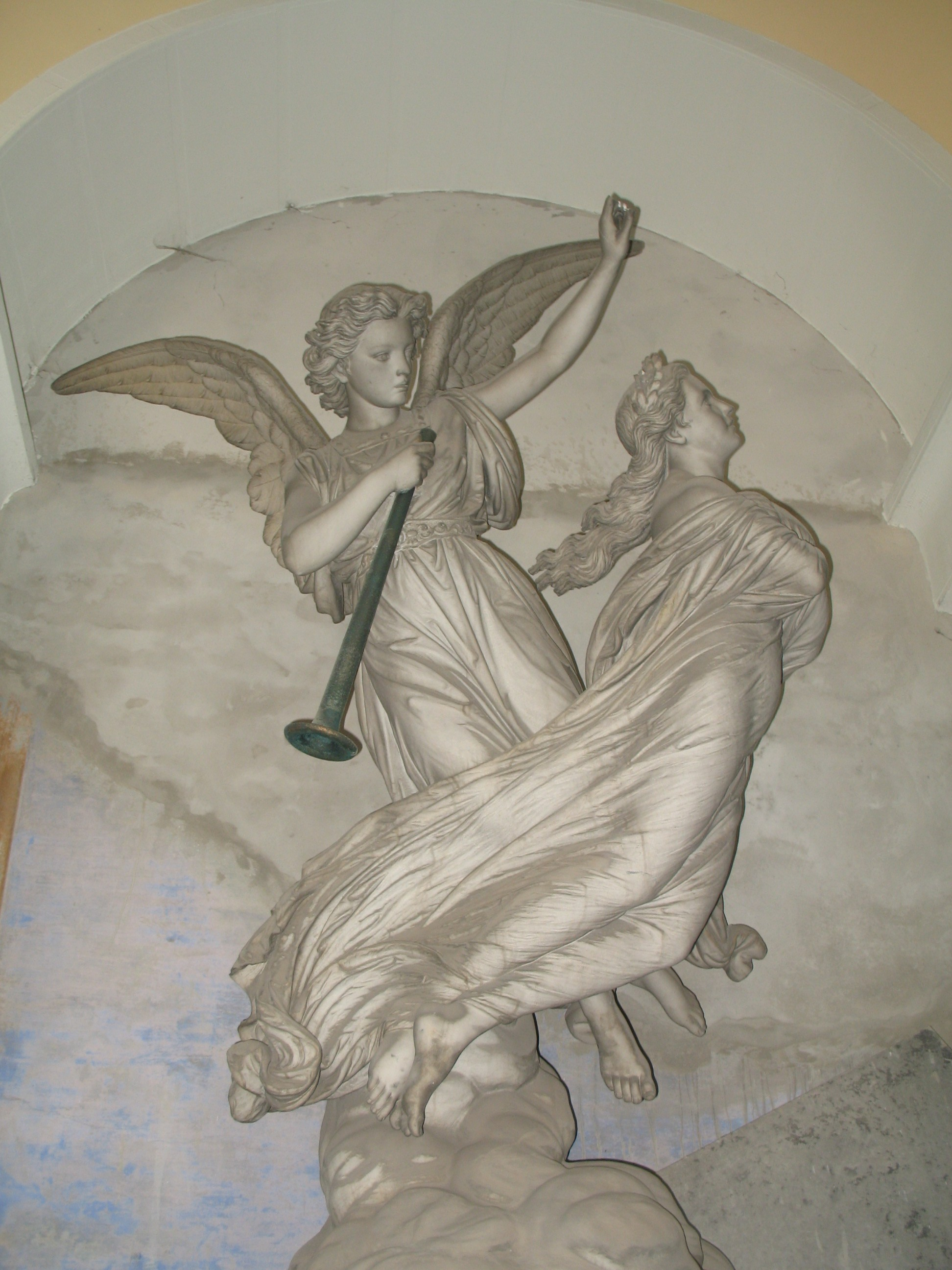
Monumento funebre Rocco Piaggio (1876)
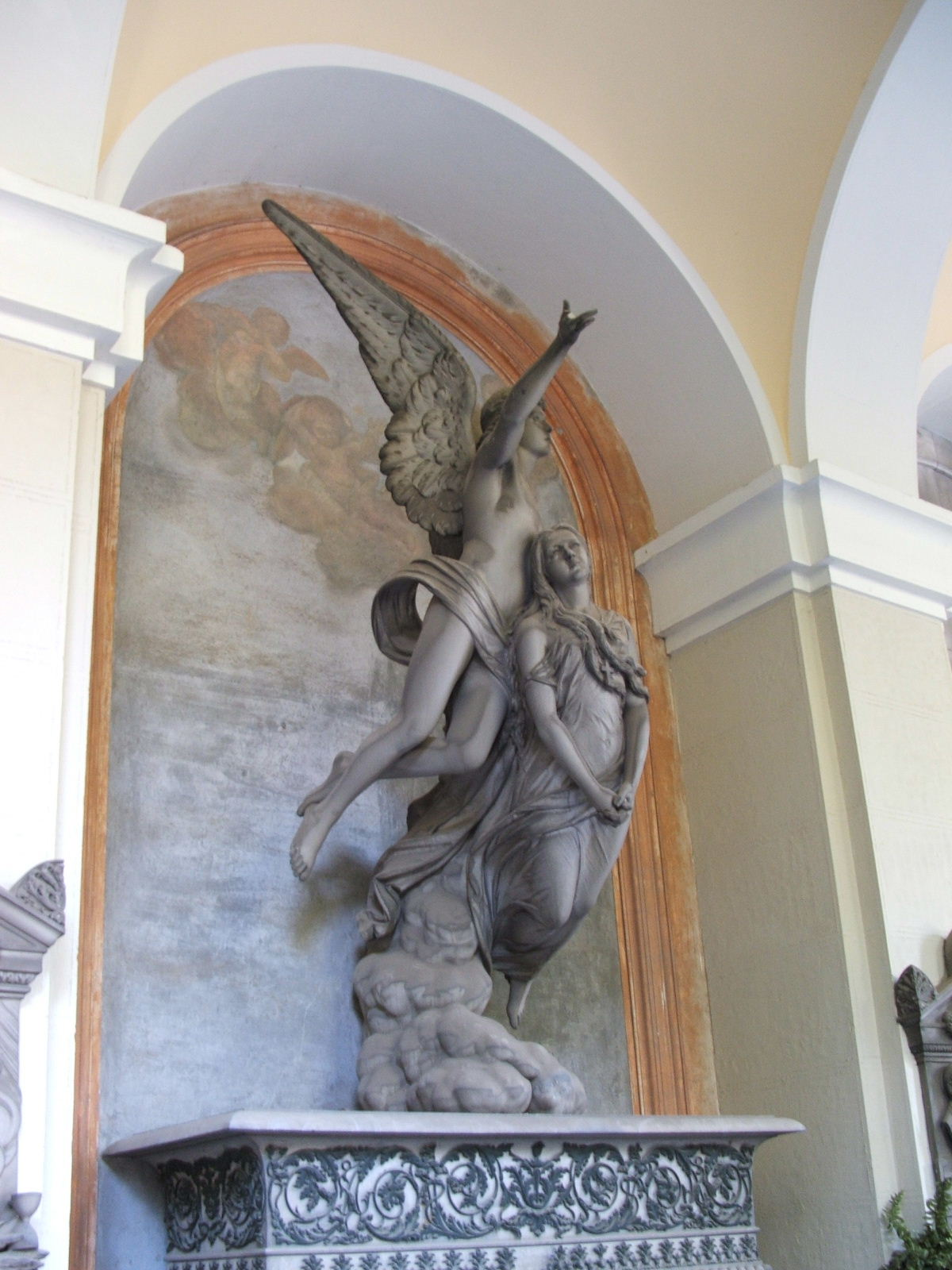
Monumento funebre Parpaglioni (1884)
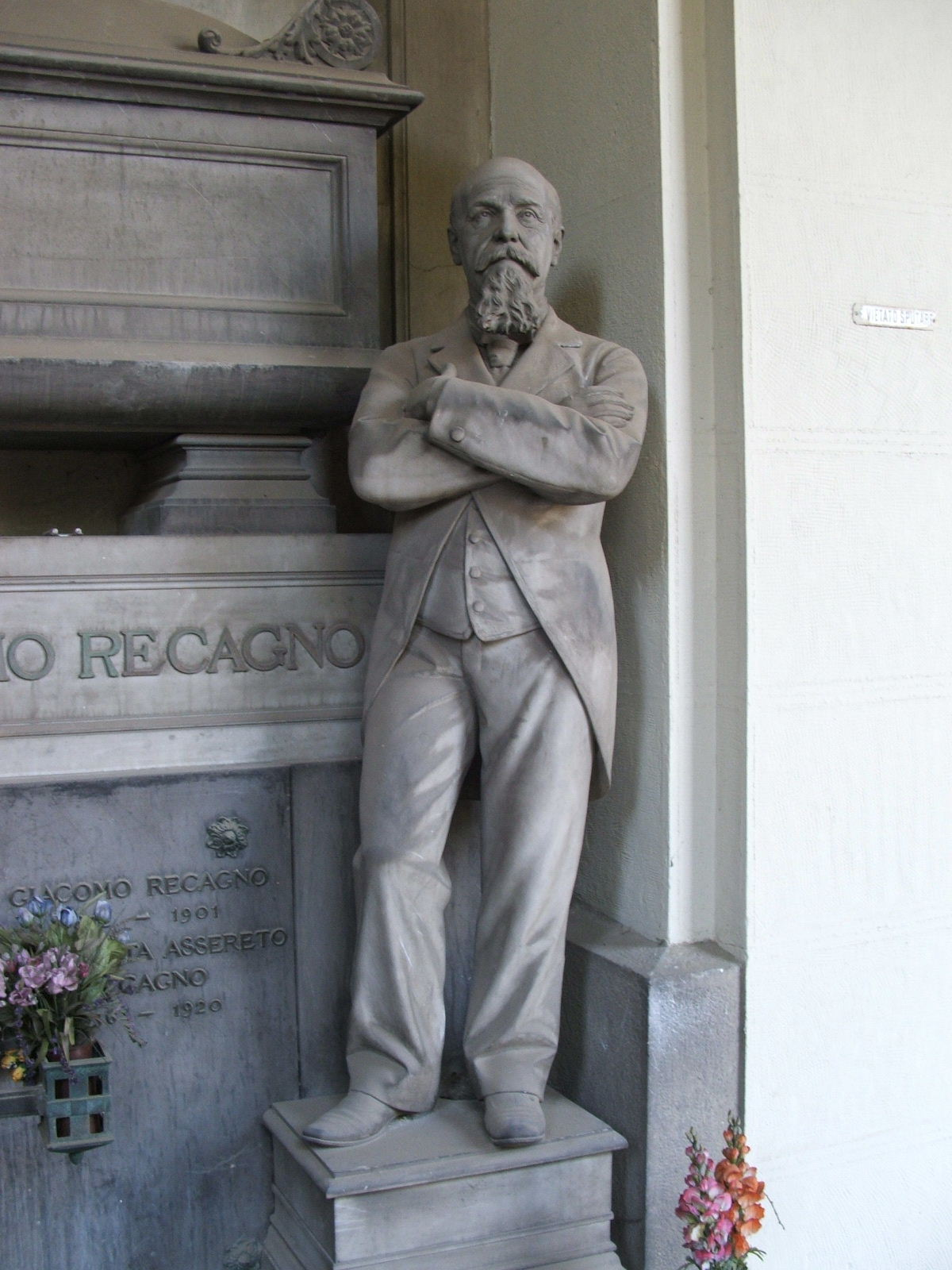
Monumento funebre Signore Recagno (1896)
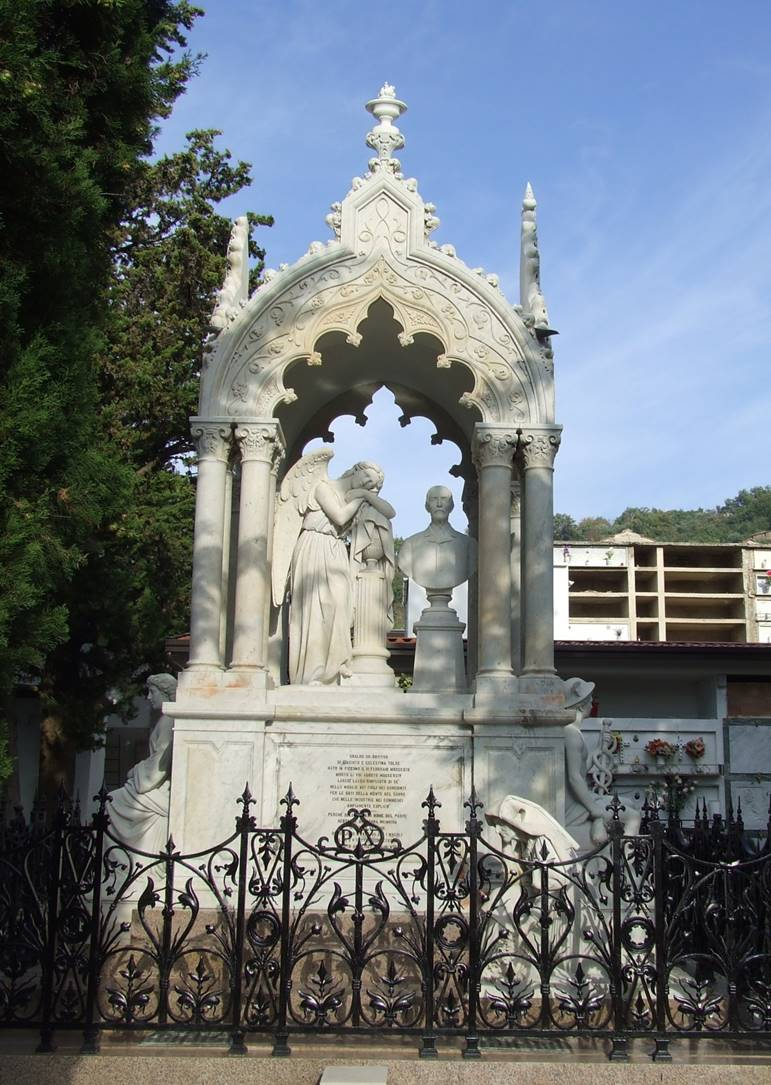
Il monumento di de Dovitiis a Picerno (PZ)
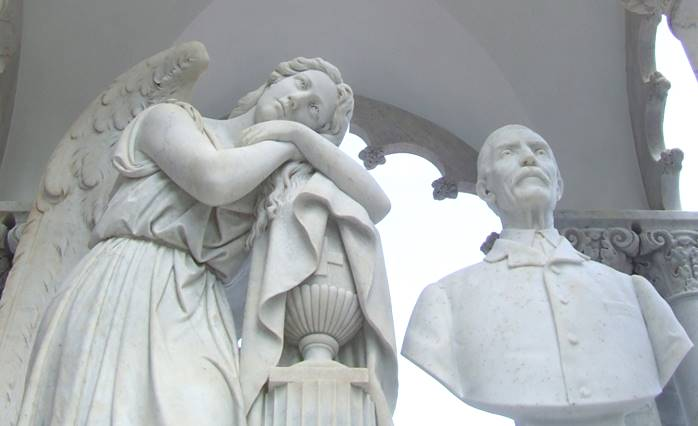
Particolare monumento de Dovitiis Picerno
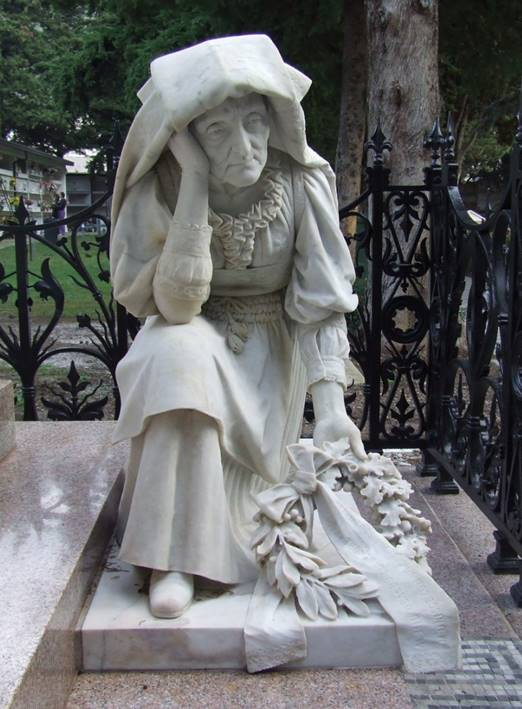
Particolare Monumento de Dovitiis
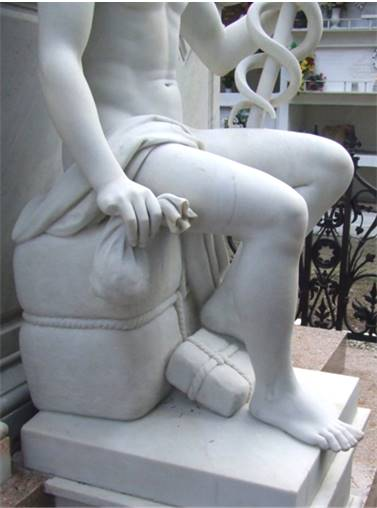
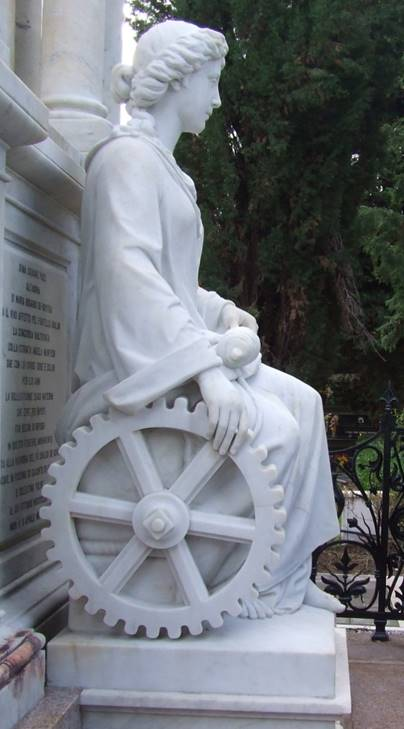
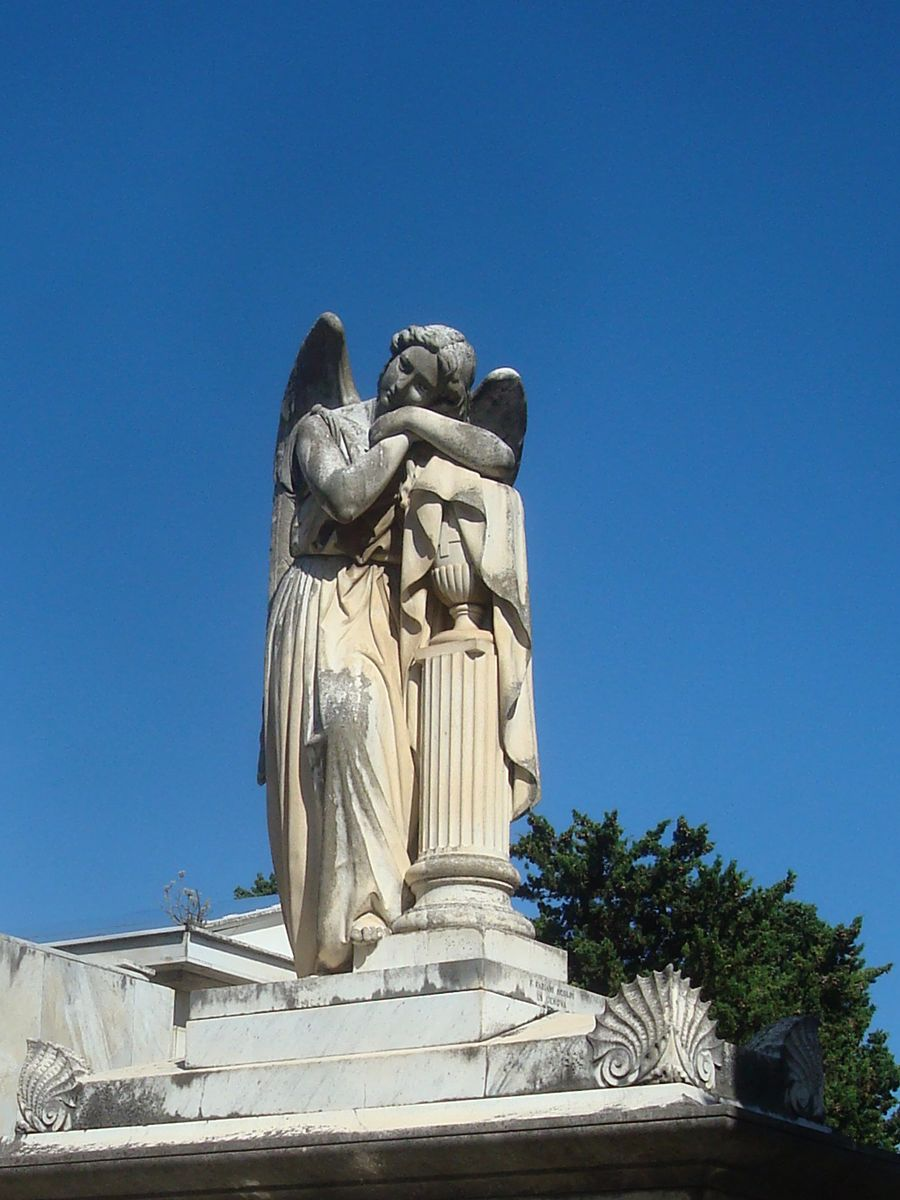
Angelo (1894) nel cimitero di Nuoro